# Livmoderhals
Livmoderhalsen (lat.: cervix uteri, collum uteri, "cervix"="hals", "uteri"="livmoder") er den nedre indsnævring af livmoderen hvor den forbinder sig med den øverste ende af skeden. Den er en ca. 2,5–3 centimer dyb og 1,5–2 centimeter bred cylindrisk eller lettere kegleformet struktur der stikker igennem forsiden af skedevæggen og omkranses af skedens øverste del. Kvinder der har født vil have en noget større livmoderhals. Omkring halvdelen af livmoderhalsen er synlig under en gynækologisk undersøgelse og mærkbar i skeden som en lille hård tap, den resterende del ligger over skeden.

## Anatomi
Livmoderen over livmoderhalsen benævnes livmoderhulrummet. Selve livmoderhalsen kan inddeles i to dele opdelt af skedevæggen; en øvre supravaginal del som ligger over skeden og en nedre vaginal del der ligger inden for skeden, kaldet for hhv. livmoderhalskanalen (endocervix) og portio (portio vaginalis uteri). Begge ender af livmoderhalsen er afsluttet af en åbning. Åbningen på den del af livmoderhalsen der stikker ind i skeden kaldes livmodermunden (orificium externum uteri el. ostium uteri externum). Indersiden af livmoderhalsen er dækket af en række små huller, kaldet krypter, som udskiller en basisk slimagtig substans der skal beskytte sædcellerne mod skedens sure miljø og hvor sædcellerne kan gør midlertidig ophold.

## Fysiologi

### Livmoderhalsslim
Livmodermunden er dækket af en slimhinde af samme slags som i skeden, mens livmoderhalskanalen er dækket af en anden type slimhinde. Slimhinden i livmodermunden danner en tyk, klistret og sur (syre) slimhinde der blokerer for indtrængen af fremmedlegemer og sperm og beskytter livmoderen mod infektion. Nogle dage før ægløsningen vil hormonet østrogen bevirke at slimhinden bliver fortyndet og får en mere flydende konsistens og en mere neutral pH-værdi, så sædcellerne kan passere igennem til æggestokkene hvor de kan befrugte ægget. Kort tid efter ægløsningen vil slimhinden så igen fortykkes og forsyres.
I forbindelse med menstruation vil slimhinden over livmodermunden åbne sig en smule for at lade det kasserede æg og udskilte menstruationsaffald passere.
Billingsmetoden er en præventionsmetode der går ud på at finde sikre perioder i menstruationscyklusen ved at studere slimet (eller cervikal sekret, lt.: cervical mucus) der bliver produceret i livmodermunden. Typisk kan det studeres ved at glide det mellem to fingerspidser. Hvis slimet er tykt, klæbrigt og gummiagtigt er der lille risiko for befrugtning. Hvis det er mere glat, æggehvideagtigt og elastisk så det strækker sig mellem to finger er der stor chance for befrugtning.

### Sex
Manden kan nogle gange støde på livmoderhalsen under samleje hvilket kan opleves som smertefuldt og meget ubehageligt for kvinden. Ændret stilling kan almindeligvis hjælpe på dette.
Under kvindens orgasme "dykker" livmoderhalsen længere ned i skeden og livmodermunden åbner sig lidt, så mandens sperm bedre kan trænge ind i livmoderen og befrugte ægget. Befrugtning kan dog sagtens forekomme uden orgasme og medfølgende neddyk og åbning af livmoderen.

### Prævention
Minipiller indeholder hormonet gestagen der bevirker at kvindes slimhinde i livmodermunden ikke fortyndes og gøres mere gennemtrængelig for sæden, således at sæden forhindres passage til æggestokkene og ikke kan befrugte ægget.
Et pessar er en latex- eller silikonehætte der sættes op i skeden foran livmodermunden og derfra spærre vejen for mandens sæd.

### Graviditet og fødsel
Hegars tegn er en betegnelse for en opblødning af vævet i den øvre del af livmoderhalsen, der kan være et tidligt tegn på graviditet, som kan observeres fra den 4. – 6. svangerskabsuge.
I den tidlige graviditet danner livmoderhalsen en slimprop, der beskytter den voksende baby mod indtrængen af sygdomsfremkaldende bakterier fra skeden.
I slutningen af graviditeten kan livmoderhalsen blive en anelse afkortet, og livmodermunden blødgøres og åbne sig en smule, hvilket kan give en indikation på hvor længe der er til fødslen. Plukveer kan også få slimproppen til igen at løsne sig og falde bort.
Under fødslen vil påvirkning fra hormoner og veer få livmoderhalsen til at blive progressivt mindre, og mindre efter hver ve. Når livmoderhalsen er væk vil livmodermunden derefter begynde at åbne sig (op til 10 centimeter). Fødselsfasen hvor livmodermunden udvider sig benævnes åbningsfasen, og specielt den sidste del af denne kan være den mest smertefulde under hele fødslen.

## Sygdom
Livmoderhalskræft (cervixcancer) er kræft i livmoderhalsen og en af de hyppigste kræftformer hos kvinder (på verdensplan er det den anden mest udbredte, i Danmark har den dog faldet til den 15. mest udbredte kræftform efter regelmæssig screening. Der var i 2003, 409 tilfælde i Danmark og mellem 148-193 kvinder døde om året). Dette er oftest enten kræft i overgangszonen mellem livmoderhalsen og skederegionen hvor de to forskellige typer slimhinder i skeden/livmodermunden og livmoderhalsen mødes. Denne kræftform kaldes pladecellekræft eller pladeepitelcancer, og udgør omkring 75–85 % af tilfældene af livmoderhalskræft. En anden type livmoderhalskræft er kræft i slimkirtlerne på indersiden af livmoderhalsen. Denne kræftform kaldes adenokarcinom (adenocarcinoma) og udgør omkring 10–20 % af tilfældene. Alle danske kvinder i alderen 23-59 tilbydes en screening for livmoderhalskræft hvert tredje år.
Livmoderhalskræft skyldes infektion med en virus ved navn human papillomavirus (HPV), som er en seksuelt overført sygdom.. HPV er fællesbetegnelse for en omkring 100 forskellige typer af HPV virus der angriber hud og slimhinder. Det er en meget almindelig virus som omkring 70% (både mænd og kvinder) bliver inficeret af i løbet af livet. Nogle få kvinder får kronisk infektion der kan ledes til livmoderhalskræft. Tidlig seksuel debut og en promiskuøs livsførelse med mange sexpartnere kan øge en kvindes risiko for at pådrage sig livmoderhalskræft. Derudover fordobler rygning risikoen for at udvikle livmoderhalskræft.
Den 9. september 2006 fik den amerikanske medicinalvirksomheden Merck & Co. (MSD) godkendt en vaccine (kaldet Gardasil) som giver beskyttelse mod HPV 16 og HPV 18 – som sammen står for omkring 70 % af tilfældene af livmoderhalskræft – samt HPV 6 og 11 og muligvis også begrænset beskyttelse mod yderligere typer af HPV. Den 23. oktober samme år blev vaccinen også godkendt til markedsføring i Danmark. Vaccinen, der er blevet udviklet bl.a. i samarbejde med Kræftens Bekæmpelse i Danmark, er den første kræftvaccine. Senere fulgte GlaxoSmithKline med en lignende vaccine kaldet Cervarix der giver beskyttelse mod HPV 16 og 18. Vaccinerne virker forebyggende og skal derfor helst gives før man udsættes for eller evt. har været smittet med HPV. Det skal dog bemærkes, at vaccinernes effekt er dokumenteret i undersøgelser gjort primært i kvinder der var seksuelt aktive. Vaccinerne er derfor ikke udelukkende beregnet til piger der endnu ikke har haft seksuel debut. For Gardasils vedkommende er vaccinen undersøgt i drenge og undersøgelser pågår i unge mænd.
Fra efteråret 2006 fik danske piger og kvinder adgang til vaccinen. Vaccinen koster omkring 3.500 kr. I 2006 gik Center for Evaluering og Medicinsk Teknologivurdering (CEMTV) under Sundhedsstyrelsen i gang med at undersøge om vaccinen skulle inkluderes som del af det gratis 
børnevaccinationsprogram, og i oktober 2007 anbefalede Sundhedsstyrelsen at vaccinen skulle gives gratis til alle 12-årige piger. Per november 2007 er der endnu ikke truffet nogen beslutning om dette.